# Shinkansen série 0
Les Shinkansen série 0 (新幹線0系電車, Shinkansen 0-kei densha) sont des rames automotrices électriques à grande vitesse ayant appartenu à la Japanese National Railways puis à la JR Central et la JR West. Entrés en service en 1964, ce sont les premiers trains à grande vitesse exploités au Japon (et dans le monde également). Les dernières rames ont été retirées du service le 14 décembre 2008.

## Caractéristiques générales
Les Shinkansen 0 sont entrés en service pour l'ouverture de la ligne Shinkansen Tōkaidō le 1er octobre 1964.
Les rames comportaient à l'origine 12 voitures, toutes motrices. Certaines de ces rames ont été allongées à 16 voitures. Par la suite, des rames ont été recomposées à 6 et même 4 voitures. Au total, 3216 voitures ont été construites entre 1963 et 1986.
Les Shinkansen 0 étaient d'abord limités à 210 km/h. Leur vitesse maximale fut ensuite portée à 220 km/h à partir de 1986.
La livrée initiale des Shinkansen 0 était blanche avec une large bande bleue. À partir de 2002, les rames ont reçu une livrée grise et verte. Les dernières rames ont retrouvé leur première livrée à la fin de leur carrière.
Le modèle est récompensé d'un Blue Ribbon Award en 1965.

## Services et différentes versions
Depuis leur introduction en 1964, les Shinkansen 0 ont eu différentes versions :
- version à 12 voitures : services Hikari et Kodama sur les lignes Shinkansen Tōkaidō et Sanyō (1964 - 2000)
- version à 16 voitures : services Hikari et Kodama sur les lignes Shinkansen Tōkaidō et Sanyō (1969 - 1999)
- version à 6 voitures : services Kodama sur la ligne Shinkansen Sanyō (1985 - 2008)
- version à 4 voitures : services Kodama sur la ligne Shinkansen Sanyō (1997 - 2001)

## Photos

Shinkansen 0 version NH à 16 voitures
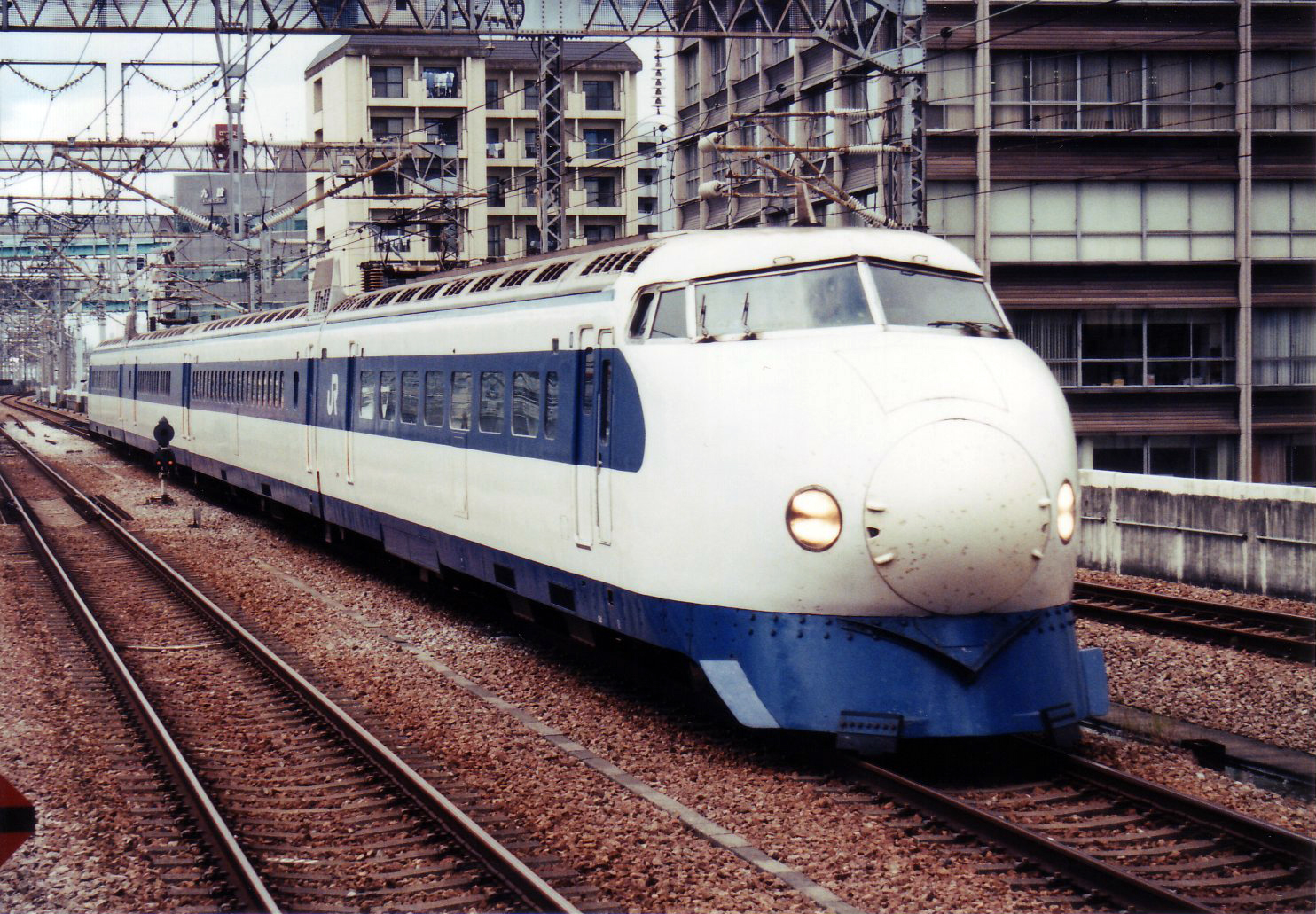
Shinkansen 0 version Q à 4 voitures
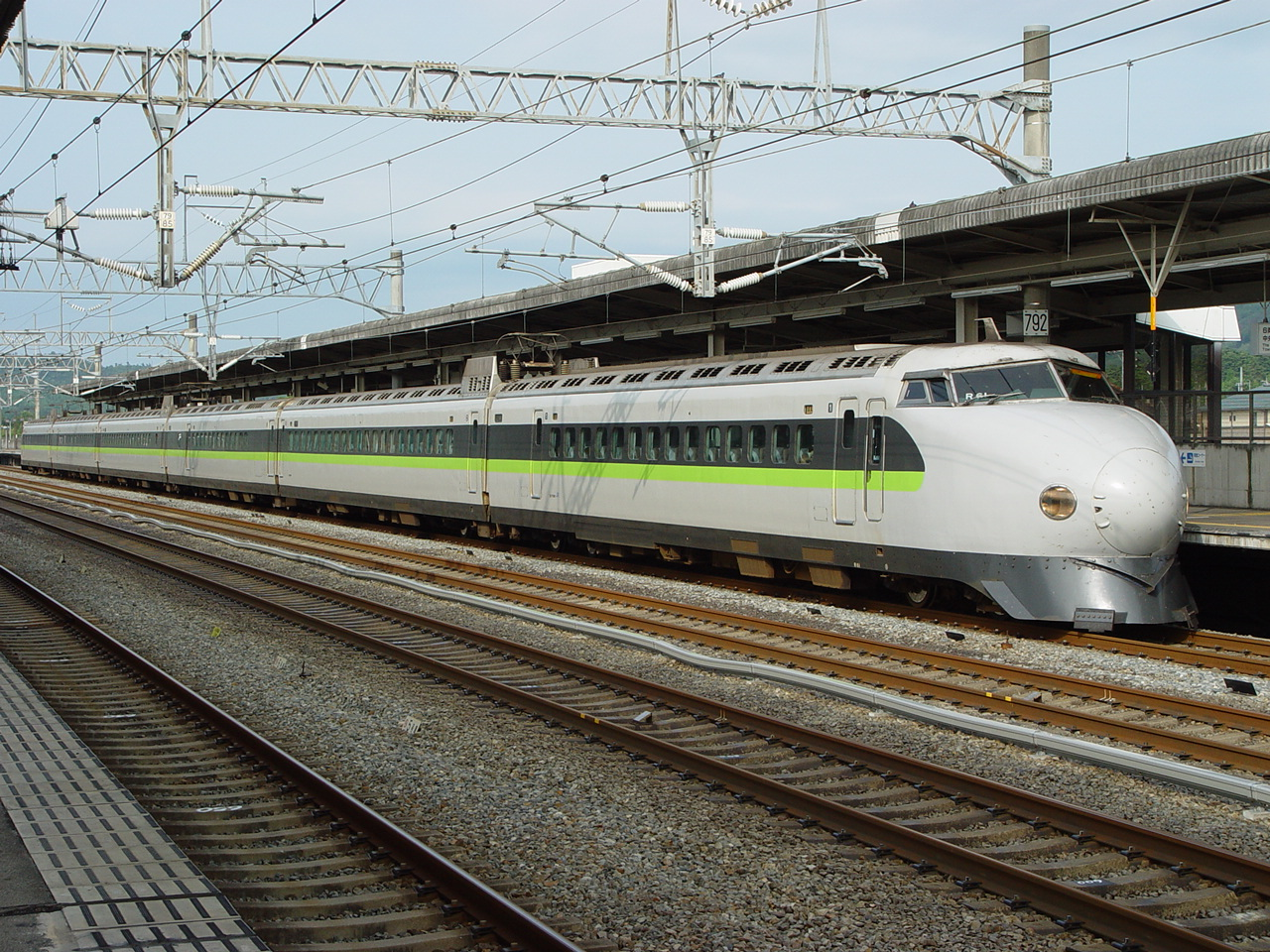
Shinkansen 0 version R à 6 voitures, repeint en livrée "JR West Kodama"
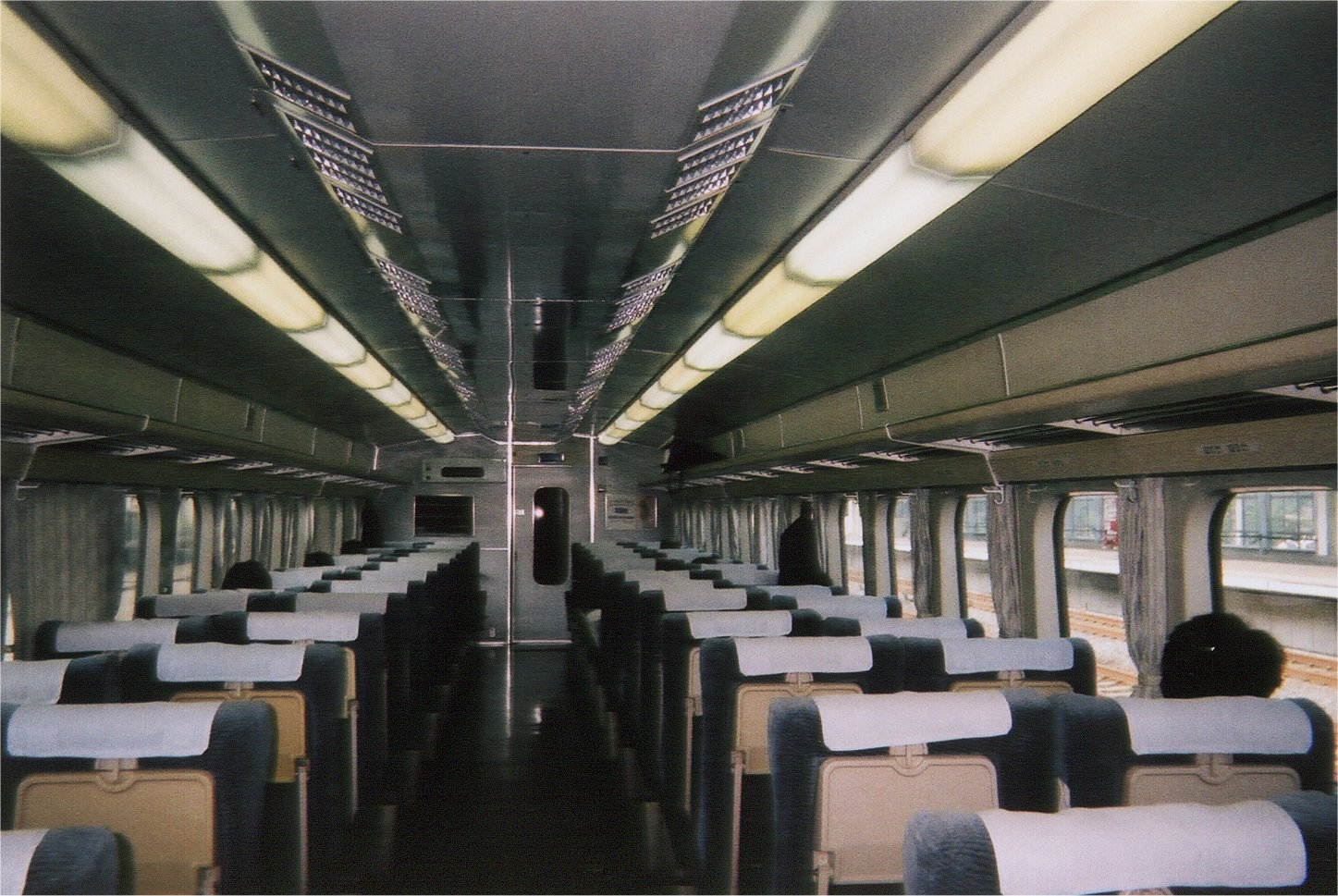
Intérieur de la classe standard
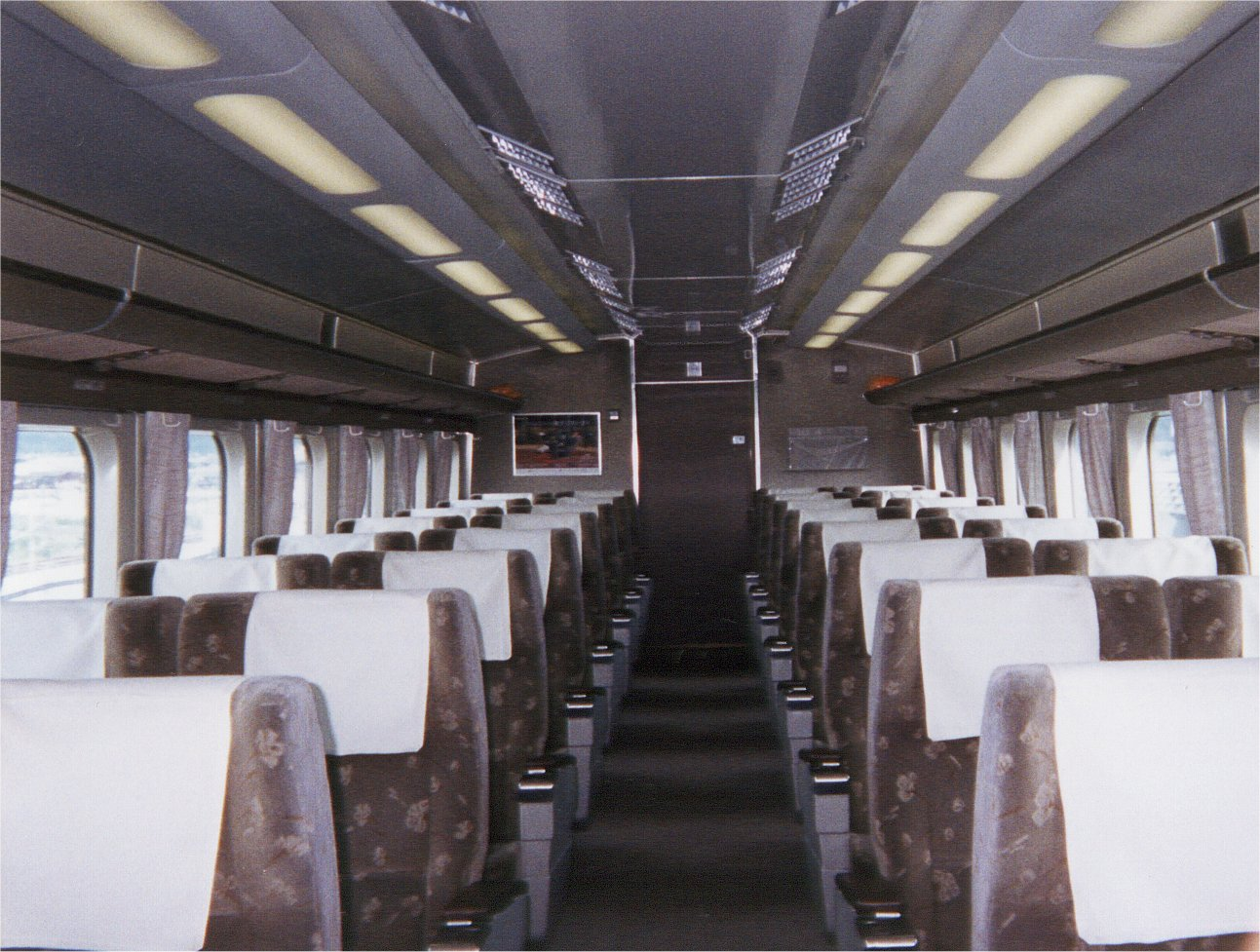
Intérieur des Green car

## Préservation
Une trentaine de voitures ont été préservées. Certaines sont visibles dans plusieurs musées ferroviaires au Japon (Kyoto Railway Museum, Railway Museum, SCMaglev and Railway Park, Parc du chemin de fer d'Ōme). En Europe, une voiture est exposée au British National Railway Museum.